# شیکاگو
شیکاگو (به انگلیسی: Chicago) پرجمعیت‌ترین شهر ایالت ایلینوی ایالات متحده آمریکا و با جمعیت ۲٬۷۴۶٬۳۸۸ نفر (سرشماری ۲۰۲۰) سومین شهر پرجمعیت این کشور پس از نیویورک و لس آنجلس است. این شهر همچنین پرجمعیت‌ترین شهر غرب میانه آمریکا نیز محسوب می‌شود. این شهر به عنوان مرکز کانتی (شهرستان) کوک (دومین شهرستان پرجمعیت ایالات متحده) و همچنین مرکز منطقه کلان‌شهری شیکاگو است. شیکاگو همچنین یکی از بزرگ‌ترین شهرها در جهان است. براساس آخرین داده های جغرافیایی ژئوگرافیک اینترنشنال سیستم یا همان سامانه بین المللی جغرافیایی(GIS) درازای شهر شیکاگو ۴۸/۳۱۰ کیلومتر است.
در ساحل دریاچه میشیگان، شیکاگو به عنوان یک شهر در سال ۱۸۳۷ در نزدیکی دریاچه‌های بزرگ و حوضه رودخانه می‌سی‌سی‌پی به ثبت رسید. این شهر در اواسط قرن نوزدهم به سرعت رشد و توسعه پیدا کرد. آتش‌سوزی بزرگ شیکاگو در سال ۱۸۷۱ چندین مایل مربع را ویران کرد و بیش از صدهزار نفر را بی‌خانمان نمود. جمعیت شیکاگو تا سال ۱۸۸۰ به ۵۰۳٬۰۰۰ نفر افزایش یافت و سپس در طول دهه ۱۸۸۰ به بیش از یک میلیون نفر رسید. رونق ساخت و ساز به رشد جمعیت در طول دهه‌های بعدی شتاب داد و تا سال ۱۹۰۰، کمتر از ۳۰ سال پس از آتش‌سوزی، شیکاگو پنجمین شهر بزرگ جهان شد. شیکاگو کمک‌های قابل توجهی به برنامه‌ریزی شهری و استانداردهای منطقه‌بندی شهری کرد، از جمله این‌ها می‌توان به سبک‌های جدید ساخت و ساز، مانند معماری مدرسه شیکاگو، توسعه جنبش زیبایی شهر، و آسمان خراش با اسکلت فلزی اشاره کرد.
شیکاگو یک مرکز بین‌المللی برای امور مالی، فرهنگ، تجارت، صنعت، آموزش، فناوری، مخابرات و حمل و نقل است. این شهر محل ایجاد اولین قراردادهای آتی استاندارد شده‌است که توسط بورس معاملات اختیار و آتی شیکاگو صادر شده‌است، که امروزه بخشی از بزرگ‌ترین و متنوع‌ترین بازار ابزار مشتقه در جهان است و ۲۰ درصد از کل حجم را فقط در کالاها و معاملات آتی مالی تولید می‌کند. فرودگاه بین‌المللی اوهر شیکاگو طبق داده‌های ردیابی شده توسط شورای بین‌المللی فرودگاه‌ها به‌طور معمول در میان شش فرودگاه پرتر در جهان قرار دارد. این منطقه همچنین دارای بیشترین تعداد بزرگراه‌های فدرال است و مرکز راه‌آهن کشور نیز می‌باشد. منطقه شیکاگو دارای یکی از بالاترین تولید ناخالص داخلی (GDP) در جهان است که ۶۸۹ میلیارد دلار در سال ۲۰۱۸ تولید کرد. اقتصاد شیکاگو متنوع است و هیچ صنعت واحدی بیش از ۱۴ درصد نیروی کار را استخدام نمی‌کند. شرکت‌های متعددی مستقر در شیکاگو در فهرست فرچون ۵۰۰ (۵۰۰ شرکت بزرگ آمریکا) قرار دارند که می‌توان یونایتد کنتیننتال هولدینگز، سیرز، موتورولا سولوشنز، موندلیز، مک‌دونالد، کرفت هاینز، جی‌ال‌ال، اکسلان، کنگارا برندس و آرچر دنیلز میدلند را نام برد.
۵۸ میلیون نفر گردشگر در سال ۲۰۱۸ از شیکاگو دیدن کردند و رکورد جدیدی را ثبت نمودند. از دیدنی‌های شهر می‌توان به پارک میلنیوم، اسکله نیروی دریایی شیکاگو، مگنفیسنت مایل، مؤسسه هنر شیکاگو، پردیس موزه شیکاگو، برج ویلیس (سیرز)، گرانت پارک، موزه علم و صنعت و باغ‌وحش لینکلن پارک اشاره کرد. شیکاگو همچنین مرکز ریاست جمهوری باراک اوباما است که در هاید پارک در سمت جنوبی شهر ساخته شده‌است. فرهنگ شیکاگو شامل هنرهای تجسمی، ادبیات، فیلم، تئاتر، کمدی (به ویژه کمدی بداهه)، غذا، رقص (از جمله گروه‌های رقص مدرن و جاز و باله جافری) و موسیقی (به ویژه جاز، شیکاگو بلوز، هیپ هاپ، موسیقی گاسپل، موسیقی هاوس و موسیقی رقص الکترونیک) می‌باشد. شیکاگو همچنین محل ارکستر سمفونیک شیکاگو و اپرای لیریک شیکاگو است. از بین کالج‌ها و دانشگاه‌های این منطقه، دانشگاه شیکاگو، دانشگاه نورث وسترن و دانشگاه ایلینوی شیکاگو به عنوان «بالاترین دانشگاه‌های تحقیقاتی» مدرک دکترا را می‌توان نام برد. شیکاگو دارای تیم‌های ورزشی حرفه ای در هر یک از لیگ‌های حرفه ای بزرگ، از جمله دو تیم لیگ برتر بیسبال است.

## تاریخچه

### آغاز
منطقه شیکاگو پیش از آن که مهاجران اروپایی در آن ساکن شوند، در اصل قلمرو و اقامتگاه قبیله پوتاواتومی بود.
اولین ساکن غیر بومی شیکاگو فردی هاییتی‌تبار به نام ژان بپتیست پوینت دو سابل بود که در سال ۱۷۸۰ در شهر شیکاگو اقامت گزید. شیکاگو در سال ۱۸۳۳ به عنوان شهرک تأسیس و ۴ سال بعد هنگامی که جمعیتش به حدود ۴۱۷۰ نفر رسید به شهر تبدیل شد.
با گسترش راه‌آهن و رسیدن آن به شیکاگو، شکوفایی این شهر نیز آغاز شد به گونه‌ای که در سال ۱۸۷۰ بالغ بر ۳۰۰ هزار نفر در این شهر زندگی می‌کردند.

## نام شیکاگو
نام شیکاگو را فرانسوی‌ها از واژهٔ شیکاکوا که از زبان بومیان آمریکا است، گرفته‌اند که به معنی پیاز وحشی یا سیر وحشی است.
جلال آل‌احمد در خاطرات خود در مورد نام این شهر می‌نویسد:
«دیگر اینکه شیکاگو یک اسم سرخ‌پوستی است و به علت اینکه اول دست فرانسوی‌ها بوده، شین اش را با  ch مینویسند .»

## مترو
متروی شیکاگو در سال ۱۸۹۲ تأسیس شده و هم‌اکنون دارای ۸ خط و ۱۴۵ ایستگاه می‌باشد، این مترو از قدیمی‌ترین متروهای جهان محسوب می‌شود.

## مراکز فرهنگی و تحقیقاتی
از مراکز دانشگاهی این شهر می‌توان انستیتوی تکنولوژی ایلینوی، دانشگاه شیکاگو، دانشگاه راش، دانشگاه نورث وسترن و دانشگاه ایلینوی در شیکاگو را نام برد.
آزمایشگاه ملی آرگون، کتابخانه عمومی شیکاگو و مؤسسه خاورشناسی دانشگاه شیکاگو نیز در این شهر قرار دارند.

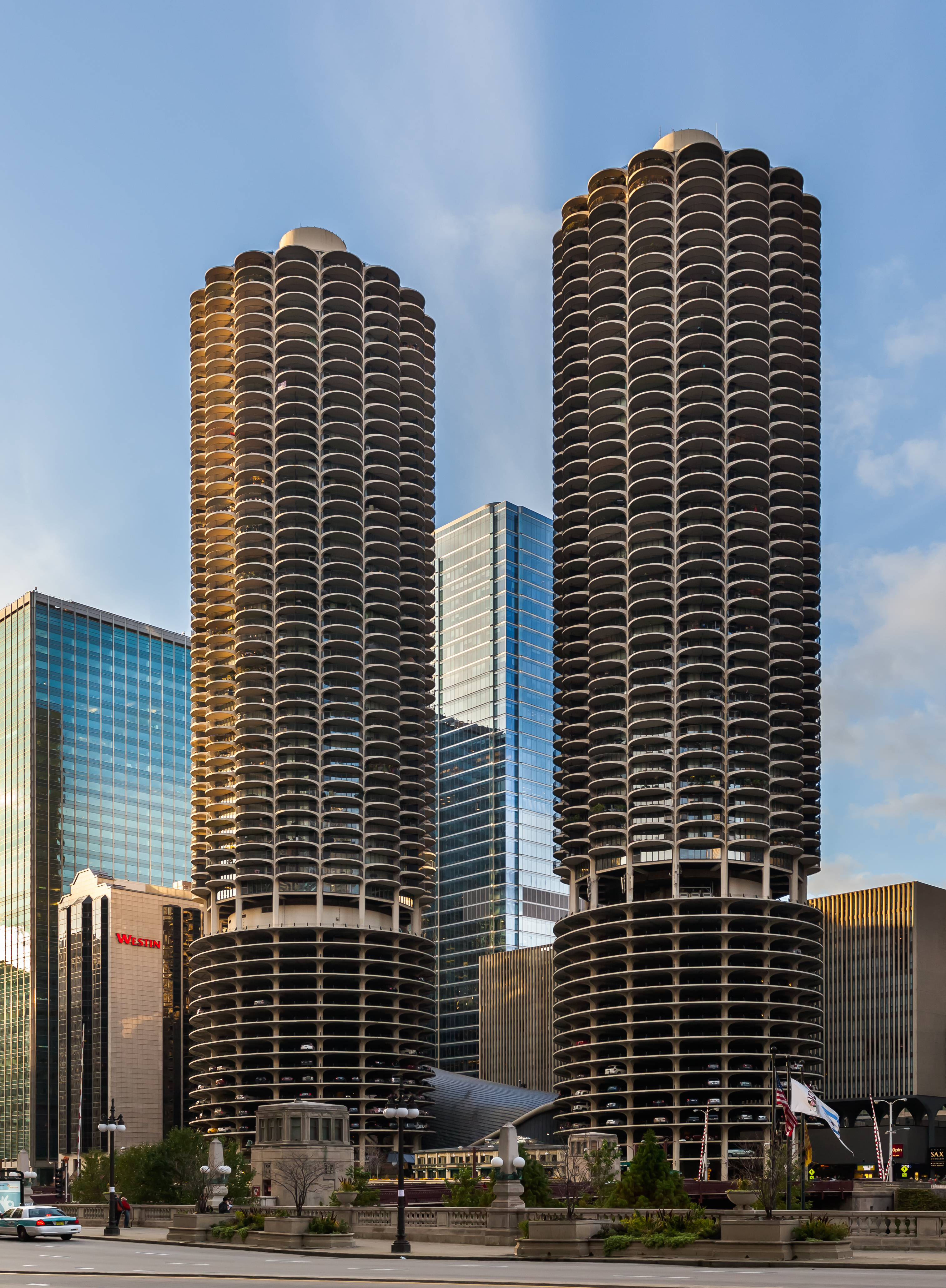
مارینا سیتی یک مجتمع ساختمانی مسکونی-تجاری با کاربری مختلط در شیکاگو ایلینوی ایالات متحده آمریکا است که توسط معمار مشهور برتراند گلدبرگ طراحی شده‌است. این مجتمع چند ساختمانی بین سال‌های ۱۹۶۳ و ۱۹۶۷ افتتاح شد بخش‌هایی از این مجموعه در سال ۲۰۱۶ به عنوان یک مکان دیدنی شیکاگو تعیین شد. شباهت نمادین این برج‌ها به ذرت‌های روستایی ایلینوی اغلب در رسانه‌ها مورد توجه قرار گرفته‌است. این مجموعه شامل دو برج آپارتمانی ۵۸۷ فوتی (۱۷۹ متری) و ۶۵ طبقه است که در سال ۱۹۶۳ افتتاح شد که شامل پنت هاوس‌های گیاهی فیزیکی است و همچنین شامل یک ساختمان اداری ۱۰ طبقه (که اکنون یک هتل است) که در سال ۱۹۶۴ افتتاح شد، در این مجموعه یک ساختمان زینتی که در ابتدا به عنوان سینما استفاده می‌شد نیز وجود دارد.

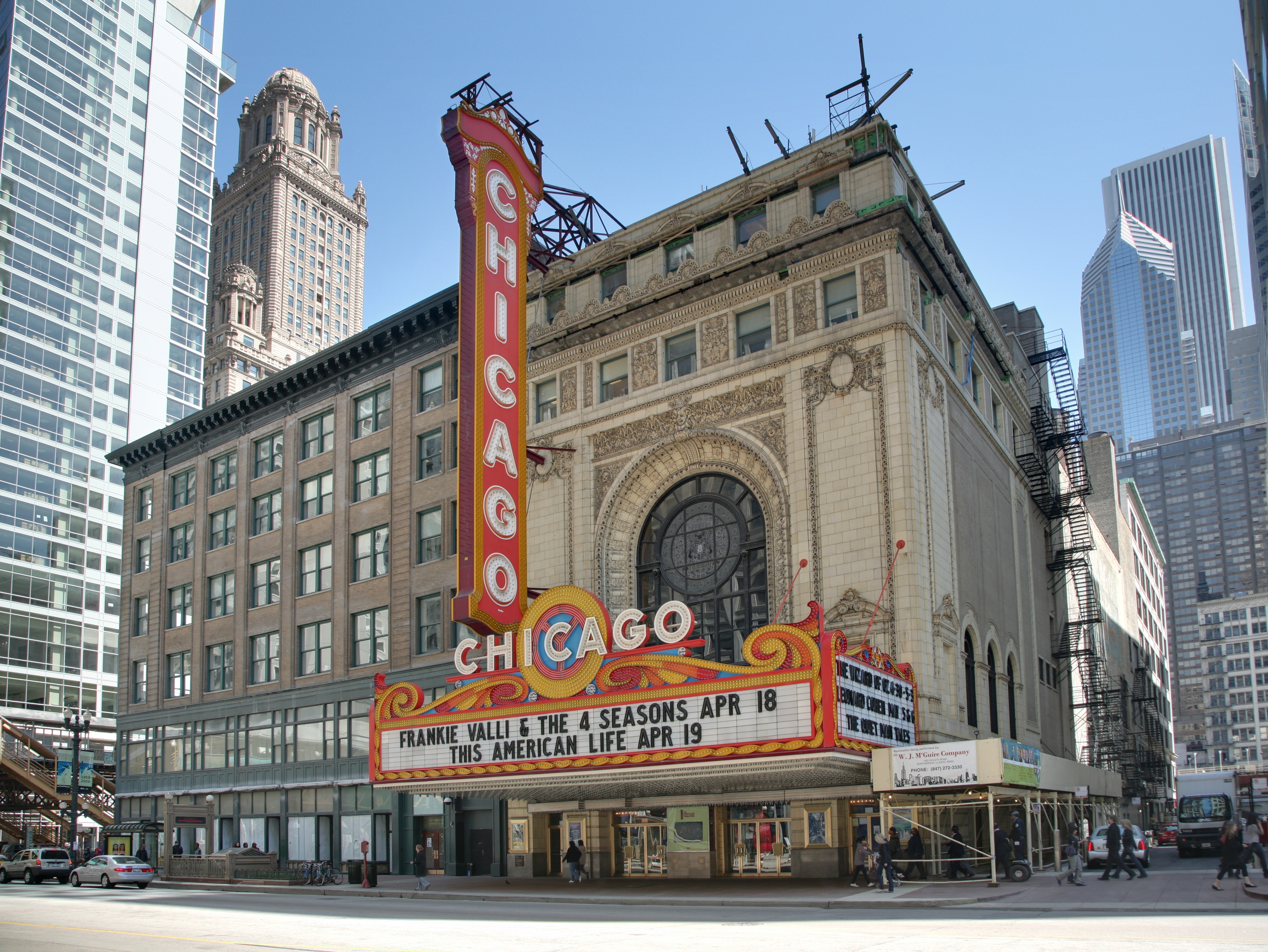
تئاتر شیکاگو در اصل به عنوان سالن تئاتر بالابان و کاتز شیکاگو شناخته می‌شود، یک تئاتر برجسته است که در خیابان استیت شمالی در منطقه شیکاگو لوپ شهر شیکاگو، ایلینوی واقع شده است. تئاتر شیکاگو که در سال ۱۹۲۱ ساخته شد، گل سرسبد گروه تئاتر بالابان و کاتز بود که توسط ای. جی بالابان، برادرش بارنی بالابان و شریکشان سام کاتز اداره می‌شد. در حال حاضر، شرکت مدیسون اسکوئر گاردن مالک و اداره کننده تئاتر شیکاگو به عنوان یک مکان هنرهای نمایشی با ظرفیت ۳۶۰۰ صندلی است و برای نمایش‌های صحنه ای، نمایش‌های جادویی، کمدی، سخنرانی، رویدادهای ورزشی و کنسرت‌های موسیقی مورد استفاده قرار می‌گیرد. این ساختمان در تاریخ ۶ ژوئن ۱۹۷۹ به فهرست ملی اماکن تاریخی اضافه شد و در ۲۸ ژانویه ۱۹۸۳ به عنوان یک مکان دیدنی شیکاگو ثبت شد.

## ورزش
تیم فوتبال شیکاگو فایر، تیم فوتبال آمریکایی شیکاگو بیرز و تیم بسکتبال شیکاگو بولز از این شهرند.

## جذابیتهای گردشگری
- پارک میلنیوم (شیکاگو)
- منار شیکاگو
- مشرق‌الاذکار (ویلمت)
- مؤسسه هنر شیکاگو
- آسمان‌نمای ادلر
- مرکز جان هنکاک
- برج ویلیس
- برج و هتل بین‌المللی ترامپ
- دریاچه میشیگان

## فرودگاه‌ها
- فرودگاه بین‌المللی اوهیر شیکاگو
- فرودگاه بین‌المللی میدوی شیکاگو

## اقتصاد

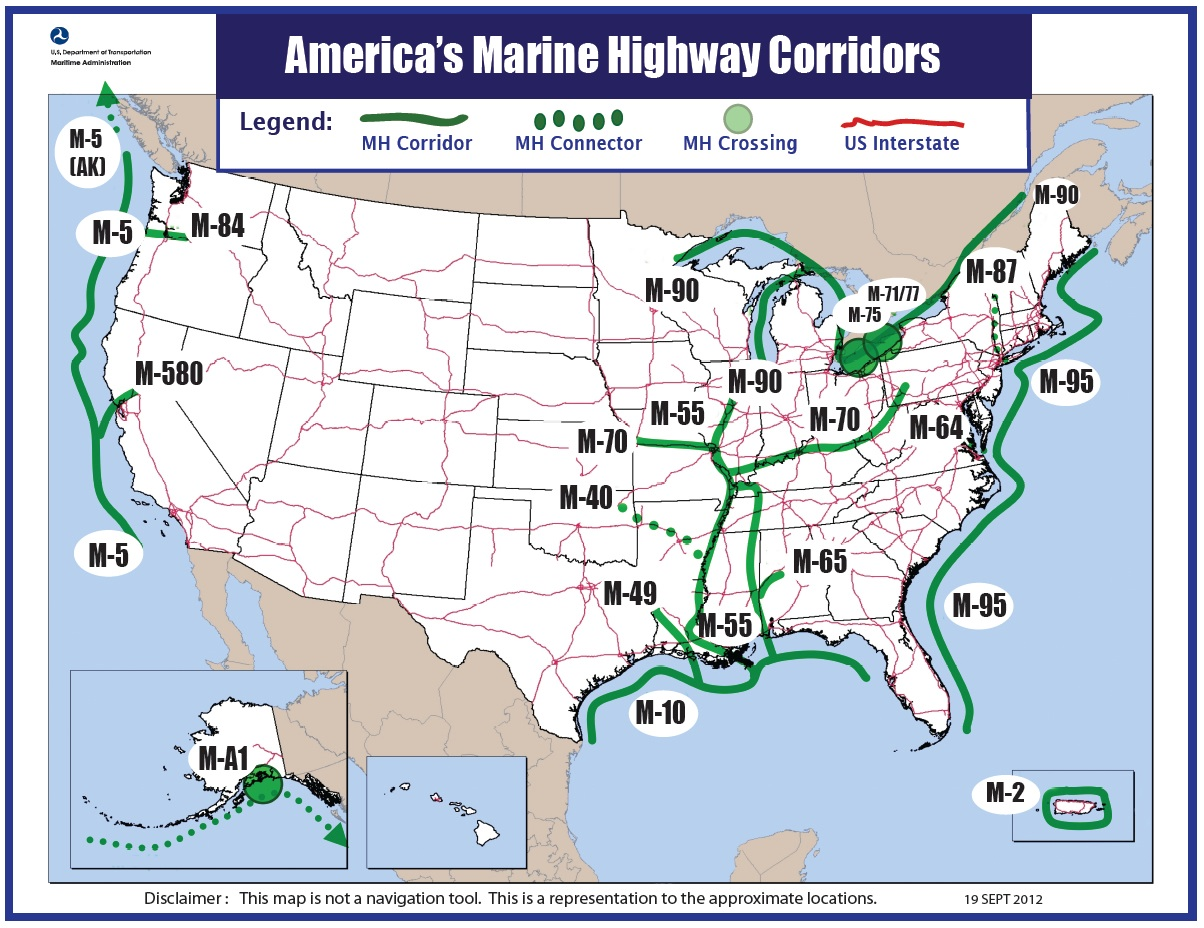
کریدور بزرگراه‌های آبی آمریکا

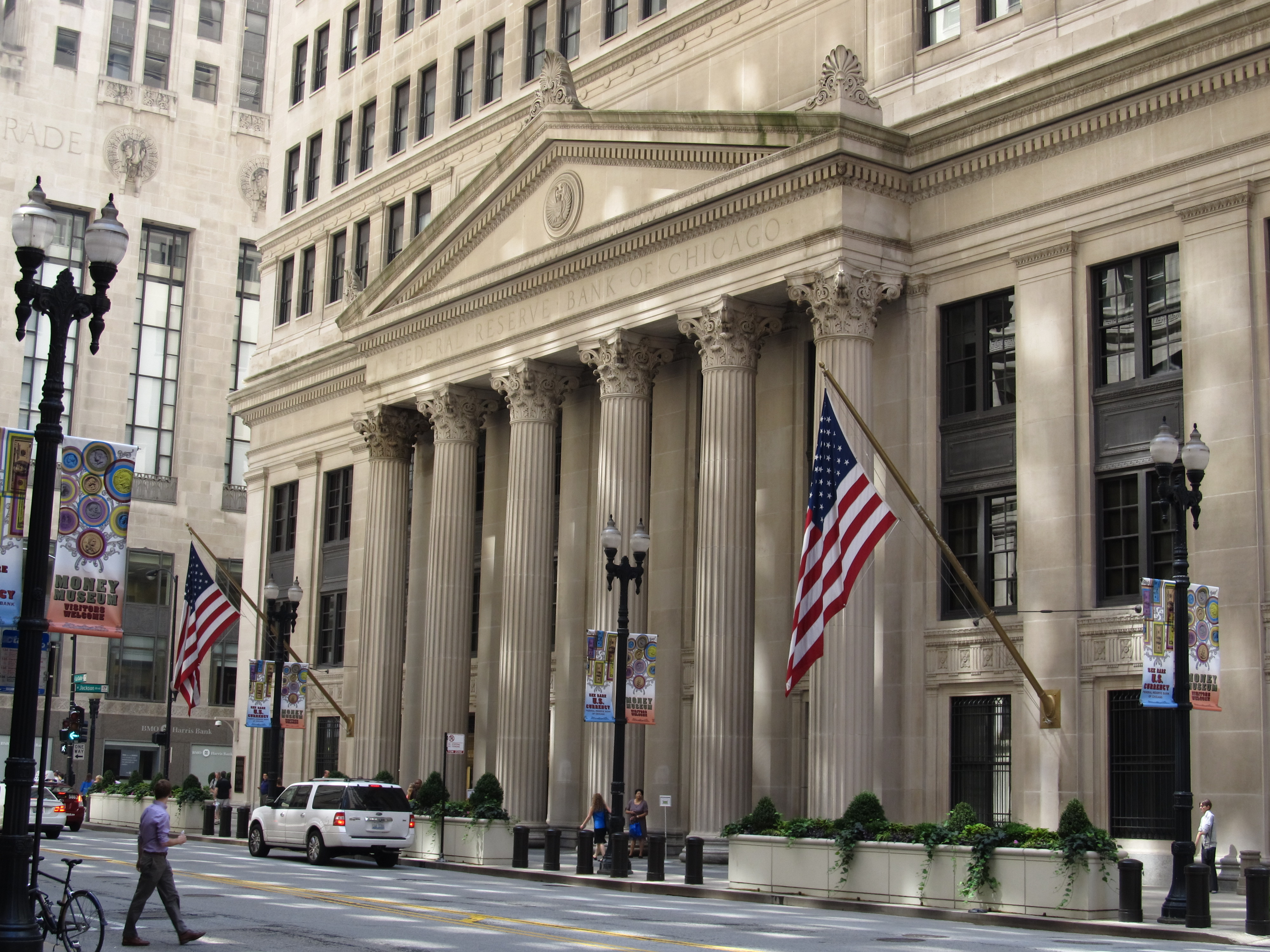
بانک فدرال رزروشیکاگو

شیکاگو در حوزهٔ دریاچه‌های بزرگ و آبراه داخلی ایالات متحده است و از این طریق به بسیاری از شهرهای نیمه شرقی آمریکای شمالی و همچنین آبهای بین‌المللی دسترسی دارد.
- بازار تجارتی شیکاگو
- اسکیدمور، اوینگز، مریل
- بانک فدرال رزرو شیکاگو

## نگارخانه

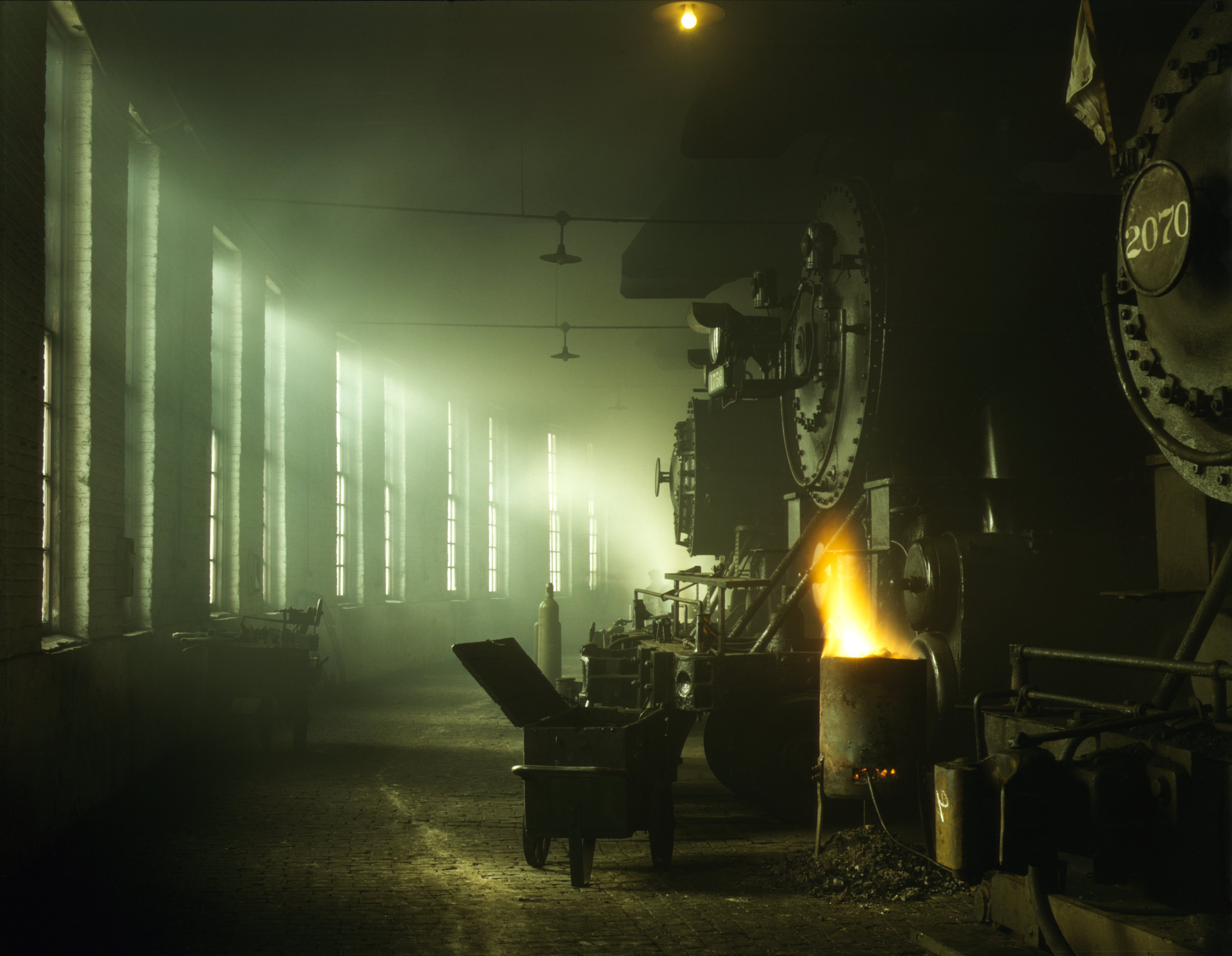
لوکوموتیو بخار از شیکاگو، متروی راه‌آهن ایلینوی، ۱۹۴۲